# Mitsubishi SSU
Der Mitsubishi SSU (kurz für Super Sports Utility) war ein Konzeptfahrzeug des japanischen Autoherstellers Mitsubishi Motors, das 1999 auf der North American International Auto Show in Detroit vorgestellt wurde. Der Wagen sollte ein Beispiel dafür sein, wie die Leistung eines 3000 GT mit der Nutzbarkeit eines Montero Sport verbunden werden könnte.

## Übersicht
Der SSU (intern „Mad Max“ genannt) wurde von Mitsubishi Motors für Nordamerika entwickelt und sollte die Möglichkeit einer Kombination von Sportwagen und SUV zeigen. Nach dem 1998 vorgestellten Mitsubishi SST (das Konzeptfahrzeug zum Mitsubishi Eclipse der dritten Generation) war der SSU das zweite Modell, das bei Mitsubishi Motors R&D of America, Inc. (MRDA) entwickelt und gefertigt wurde.
Der SSU sollte mit seinem von Mitsubishi „Geo Mechanical“ genannten Design auf das Aussehen zukünftiger Mitsubishi-Fahrzeuge hindeuten. Das Konzept verband den Auftritt eines Sportwagens mit der Geräumigkeit eines SUV. Als besonderes Designelement waren die hinteren Türen hinten angeschlagen, sodass alle Türen von der Mitte aus öffneten (Portaltüren). Vorn hatte der SSU LED-Scheinwerfer und am Heck Rückleuchten im Laserdesign, die hinter einer schwarz getönten Heckscheibe saßen.
Eine Serienproduktion war nicht geplant. 2003 wurde jedoch der Mitsubishi Endeavor eingeführt, der einige Designelemente des SSU aufgriff.

## Technik
Angetrieben wurde der SSU von einem 2,5-l-V6 mit zwei Turboladern (bei Mitsubishi als Twin Turbo bezeichnet), der 228 kW (310 PS) leistete. Die Leistung wurde über ein 5-Gang-Automatikgetriebe auf alle vier Räder übertragen. Um das Handling zu verbessern, war der SSU mit Mitsubishis Active Yaw Control ausgestattet, das auch im Mitsubishi Lancer Evolution eingesetzt wurde. Der SSU stand auf großen 295–50-R20-Reifen mit 20-Zoll-Felgen und hatte eine Mehrlenkeraufhängung an allen vier Rädern.

## Trivia
Im Film „Minority Report“ aus dem Jahr 2002 ist der SSU zu sehen.